# Bombenanschläge in Istanbul am 10. Dezember 2016
Bei den Bombenanschlägen am 10. Dezember 2016 in Istanbul explodierten um 22:29 Uhr Ortszeit zwei Bomben im Istanbuler Stadtteil Beşiktaş in der Umgebung des Fußballstadions Vodafone Arena und töteten 46 Menschen. Außerdem kamen zwei Attentäter ums Leben.

## Tathergang
Der erste Bombenanschlag erfolgte gegen 22:29 Uhr Ortszeit nach dem Ende des Fußballspiels der ersten türkischen Liga zwischen Beşiktaş Istanbul und Bursaspor. Dabei kam es zu einem Autobombenanschlag auf einen besetzten Polizeibus der Bereitschaftspolizei. Am Eingang des in der Nähe befindlichen Maçka-Parks ⊙ sprengte sich ungefähr 45 Sekunden nach der Explosion ein Mann mit einem größeren Rucksack in die Luft, nachdem er wegen des vorhergehenden Autobombenanschlags von einer Polizeistreife kontrolliert werden sollte. Infolge der Anschläge starben 48 Menschen, darunter 38 Polizisten, acht Zivilisten und die beiden Attentäter. Mehr als 150 Menschen wurden teils schwer verletzt.

## Nach dem Anschlag
Nach dem Anschlag wurden die wichtigsten Straßen und Plätze abgeriegelt sowie mehrere Kontrollpunkte eingerichtet.
Die türkische Rundfunkaufsichtsbehörde RTÜK verhängte unmittelbar danach eine vorübergehende Informationssperre, mit der Ausnahme von offiziellen staatlichen Erklärungen dazu.

Numan Kurtulmuş, einer der stellvertretenden Ministerpräsidenten in der Regierung Yıldırım, äußerte, alles deute darauf hin, dass die Arbeiterpartei Kurdistans (PKK) hinter dem Anschlag stünde. Kurz darauf übernahm die kurdische Terrororganisation Teyrêbazên Azadîya Kurdistan (Freiheitsfalken Kurdistans) in einem Bekennerschreiben die Verantwortung für die Bombenanschläge.
Mehrere Staatsanwälte wurden mit der Untersuchung der Anschläge beauftragt. Kurz darauf wurden 13 Personen in Gewahrsam genommen, die verdächtigt wurden, an den Bombenanschlägen beteiligt gewesen zu sein.
Der türkische Präsident Recep Tayyip Erdoğan bestätigte in einer Erklärung zum 11. Dezember 2016 um 1:30 Uhr Ortszeit offiziell die Zahl der Todesopfer. Er verurteilte die Anschläge auf das Schärfste und machte Feinde der Türkei, wie die PKK, die Gülen-Bewegung und den Islamischen Staat verantwortlich.
Ned Price, Sprecher des United States National Security Council, sagte „Wir stehen der Türkei zur Seite, unserem Nato-Verbündeten, gegen alle Terroristen, die die Türkei, die USA und den Weltfrieden und die Stabilität bedrohen“.
Am 12. Dezember 2016 wurden mehr als 220 Mitglieder der oppositionellen Halkların Demokratik Partisi (HDP) festgenommen, darunter die HDP-Vorsitzenden Istanbuls und Ankaras, ihnen wird „Propaganda für die verbotene kurdische Arbeiterpartei PKK oder Mitgliedschaft in der PKK“ vorgeworfen.